# Långören (naturreservat)
Långören är ett marint naturreservat i Sundsvalls kommun i Västernorrlands län.
Området är naturskyddat sedan 2015 och är 446 hektar stort. Reservatet omfattar ett havsområde med stränder. Det består i havet av  undervattensängar i laguner och på land av trädlös kustmiljö.